# Xilamulun
Xilamulun (kinesiska: 西拉沐沦, 西拉沐沦苏木) är en socken i Kina. Den ligger i den autonoma regionen Inre Mongoliet, i den norra delen av landet, omkring 730 kilometer nordost om regionhuvudstaden Hohhot. Antalet invånare är 12246. Befolkningen består av 5 972 kvinnor och 6 274 män. Barn under 15 år utgör 15,0 %, vuxna 15-64 år 78 %, och äldre över 65 år 6,0 %.
Genomsnittlig årsnederbörd är 521 millimeter. Den regnigaste månaden är juni, med i genomsnitt 138 mm nederbörd, och den torraste är januari, med 3 mm nederbörd.